# James T. Jones
James Taylor Jones, född 20 juli 1832 i Richmond i Virginia, död 15 februari 1895 i Demopolis i Alabama, var en amerikansk politiker (demokrat). Han var ledamot av USA:s representanthus 1877–1879 och 1883–1889.
Jones efterträdde 1877 Jeremiah Haralson som kongressledamot och efterträddes 1879 av Thomas H. Herndon. År 1883 tillträdde Jones på nytt som kongressledamot efter att Herndon hade avlidit i ämbetet. År 1889 efterträddes Jones sedan i representanthuset av Richard Henry Clarke.
Jones är begravd på Lyon Cemetery i Demopolis i Alabama.